# جين بريمر
جين بريمر (بالإنجليزية: Gene Bremer)‏ هو لاعب كرة قاعدة أمريكي، ولد في 18 يوليو 1916 في نيو أورلينز في الولايات المتحدة، وتوفي في 19 يونيو 1971 في كليفلاند في الولايات المتحدة.